# Tuyauterie (support)

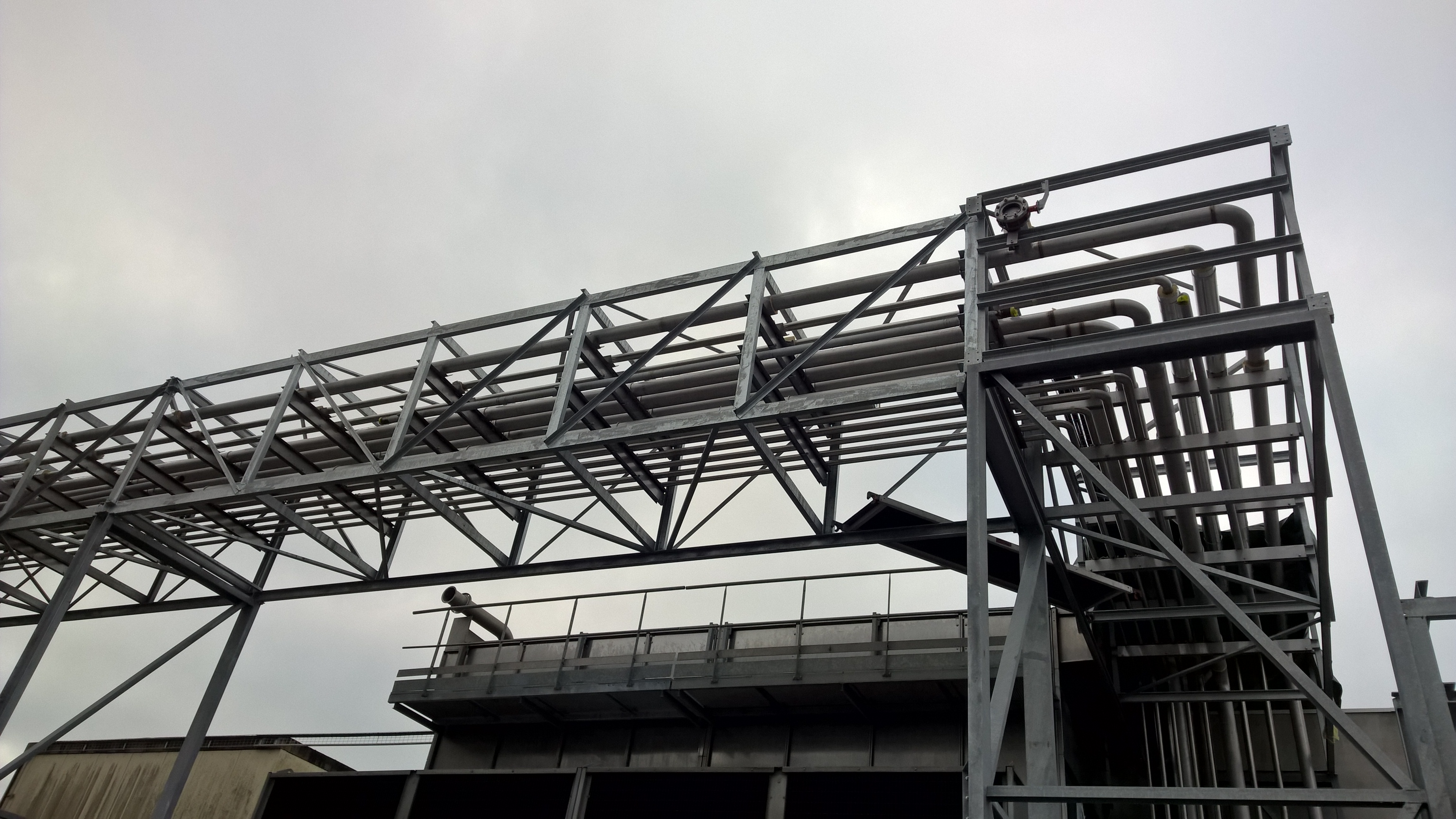
Rack de tuyauterie (support aérien regroupant plusieurs fluides)

Un support de tuyauterie est un élément destiné au transfert de la charge d'une tuyauterie vers un support. La charge inclut le propre poids de la tuyauterie, le poids du liquide qu'elle véhicule, les accessoires qui lui sont associés comme les vannes ou instruments, ou qui la recouvrent comme le calorifuge. 
Les fonctions principales d'un support de tuyauterie sont l'ancrage, le guidage, l'absorption des chocs et le support de la charge. 
La conception d'un support de tuyauterie va dépendre de la charge qu'elle supporte et des conditions opératoires (comme la température).

## Historique

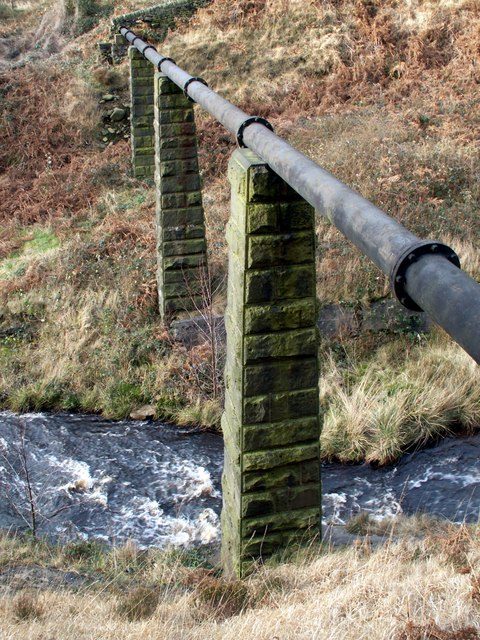
Piliers de pierre supportant une canalisation d'eau

À l'origine, le support ne couvrait que les dispositifs destinés à limiter les contraintes et les déformations de la tuyauterie. 
L'usage a étendu ce terme à de véritables régulateurs de contraintes, et par conséquent des efforts que subissent les supports de tuyauterie. 
Les bénéfices fonctionnels des supports adéquats sont l'élimination de troubles importants, comme la fissuration d'une tubulure, la perte d'étanchéité d'un jeu de brides, un délignage d'accouplements de machines tournantes.

## Sollicitations
Les sollicitations d'une tuyauterie sont de différentes natures, mécaniques ou thermiques :
- le poids ;
- le vent ;
- le séisme ;
- la pression ;
- les efforts dynamiques.

Les sollicitations sont soit concentrées, soit uniformément réparties sur l'ensemble de la tuyauterie.
Les efforts dynamiques peuvent être la force centrifuge, générée par un liquide au passage d'un coude de tuyauterie, ou l'échappement d'une soupape dans une tuyauterie vapeur ou d'un liquide surpressé.

## Conception

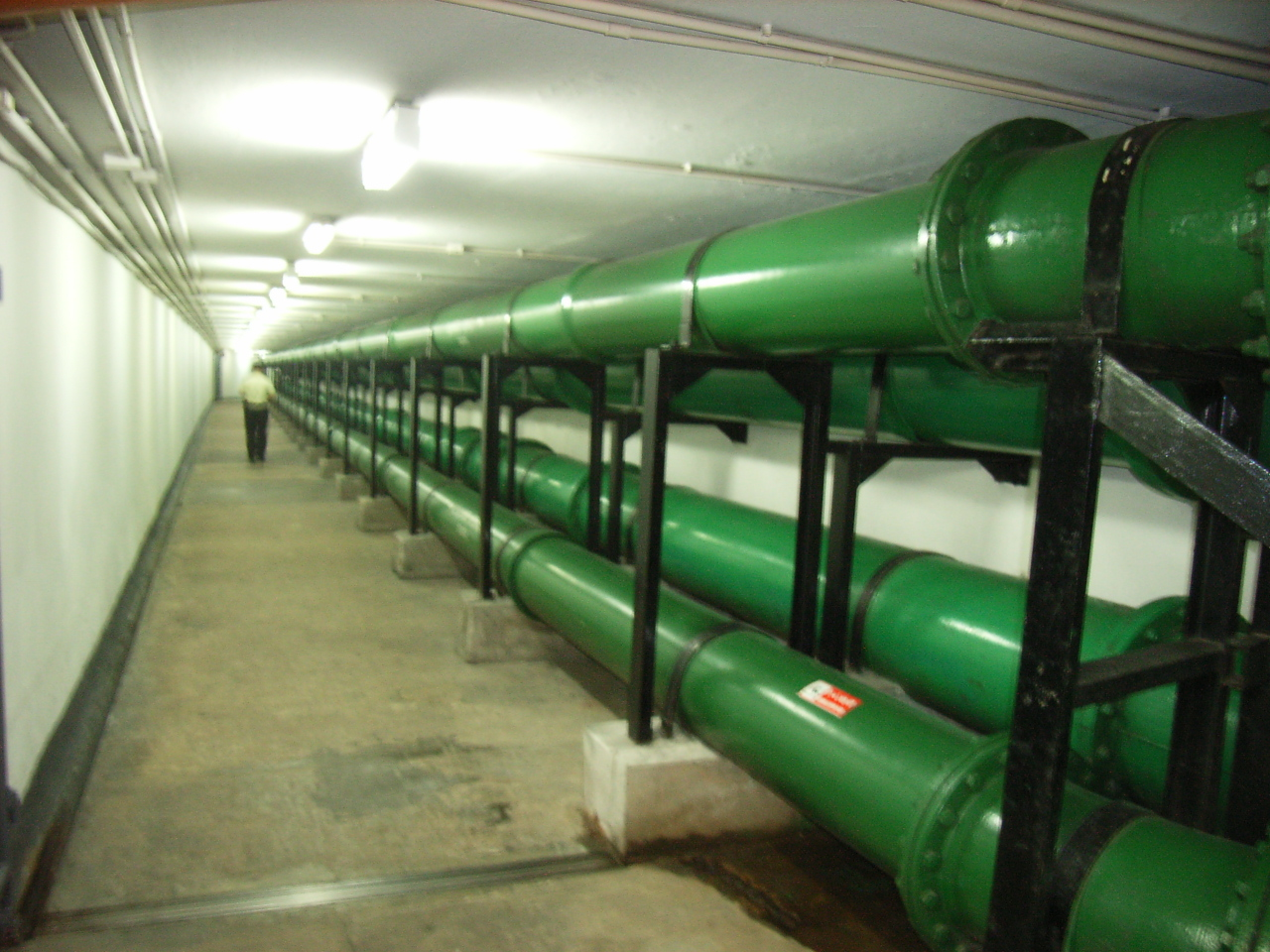
Support de tuyauterie sur deux niveaux

Un support de tuyauterie est souvent défini avec précision tardivement dans le cours de l'étude d'installation alors qu'il est mis en place avant les tuyauteries elles-mêmes, 
La fiabilité du support, son coût, son encombrement, l'esthétique même (le support constitue généralement la partie la plus visible de l'installation) sont pourtant compromis si les études préliminaires ne sont pas conduites dès l'établissement des plans guides.
L'étude de support implique la définition : 
- du type de support ;
- des guides ;
- des ancrages ;
- des effets sur les structures ;
- le choix du tracé pour limiter les charpentes secondaires ;
- la possibilité de déformation sans contraintes excessives de la tuyauterie sous température[1].  La détermination d'un ou d'un ensemble de supports nécessite la connaissance du déplacement du point de la tuyauterie, sur laquelle est fixé le support, particulièrement pour la déformation thermique.

## Mise en œuvre

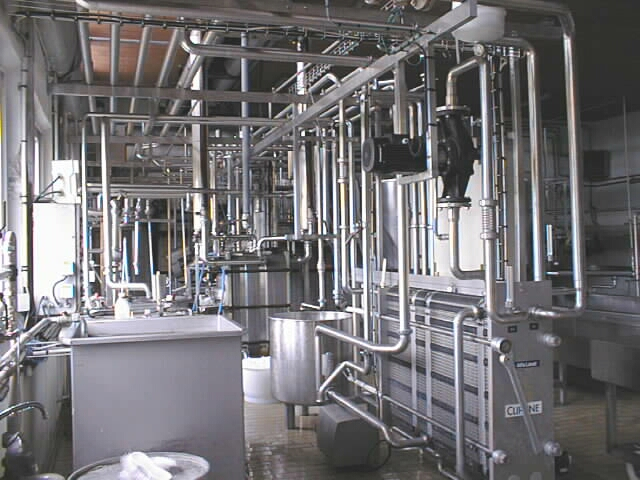
Manifold et supports de tuyauterie dans une fromagerie de cantal, Ruynes-en-Margeride, France

- Manifold et supports de tuyauterie dans une fromagerie de cantal, Ruynes-en-Margeride, FranceDéfinir les sollicitations à prendre en compte pour le supportage
- Grouper les lignes en nappes pour minimiser les charpentes
- Éviter de placer dans les nappes des tuyauteries susceptibles de vibrer, pour les supporter isolément
- Prévoir un écartement suffisant entre tuyauteries pour permettre si nécessaire le calorifugeage, les attaches, les brides
- Éviter les passages de tuyauterie dans des zones vides, sans possibilité de supports
- Utiliser le plus possible les charpentes existantes
- Adapter la distance des supports au diamètre des tuyauteries (plus le diamètre est faible plus les supports sont rapprochés)
- Anticiper les croisements de tuyauterie de différentes nappes en les localisant sur des élévations différentes
- Définir et tracer précisément les tuyauteries de diamètre supérieur à 2" (60,3 mm), celles de diamètre inférieur peuvent être supportées à l'initiative du tuyauteur lors de l'installation

## Type de supports
Le support est soit :

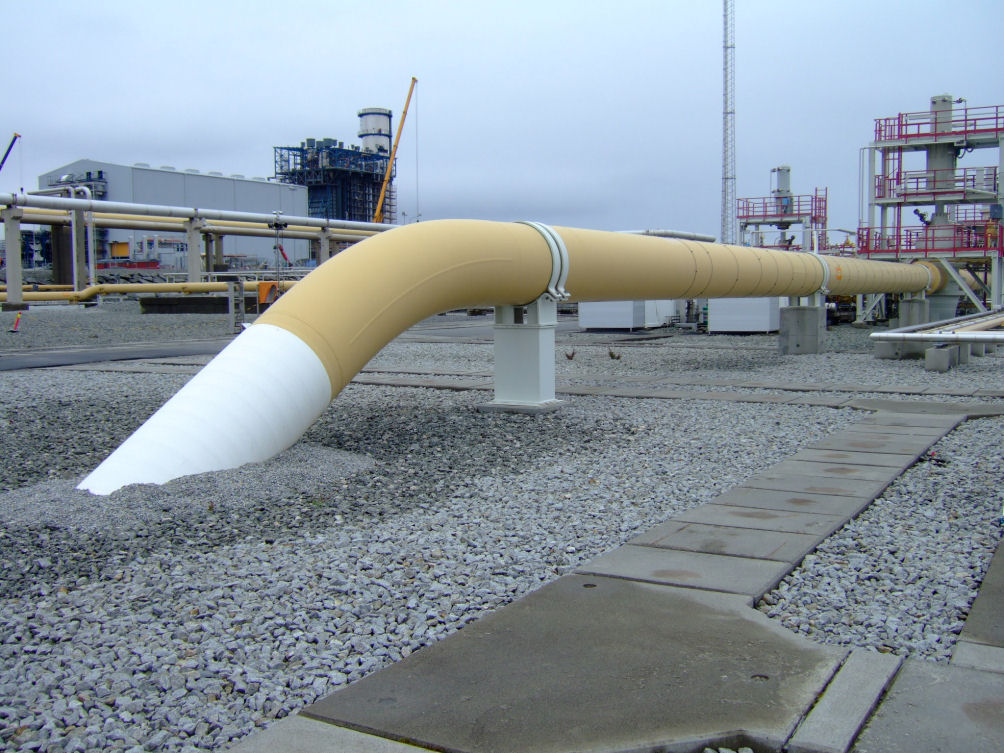
Pipeline - Europipe II

- à liaison rigide soit totale, soit partielle (unidirectionnelle ou multi-directionnelle) ;

- à liaison élastique ;

- à liaison à réaction constante.

### Liaisons rigides
Butées statiques : tirants, pendards, patins, rouleaux, 

Butées multi-directionnelles, ancrages (tubes soudés, colliers, étriers).

### Liaisons rigides dynamiques
Dispositifs à liquides (huiles)

Dispositifs mécaniques (à inertie)

### Liaisons élastiques
Ressorts hélicoïdaux travaillant en compression, nus avec coupelle, boîte à ressort.

### Liaisons à réaction constante
Supports à portance constante

Supports à contrepoids

Supports à ressorts compensés